# 百卢达沙漠
百卢达沙漠（阿拉伯语：صحراء بيوضة）地处撒哈拉沙漠的东侧的苏丹东北部，面积约10万平方千米。百卢达沙漠从北、东、南三面被尼罗河的大转弯包围，西部则与穆加达姆干河相接。南北向的瓦迪阿布多姆山谷将百卢达沙漠分为东西两半，东部为百卢达火山田，西部则为散布着裸露岩石的赭色沙席。